# 東京・自転車シェアリング
東京・自転車シェアリング（とうきょう・じてんしゃシェアリング）は、観光利用と市民利用の融合、地元との連携、地域活性化を目的として安心・安全・便利なシェアサイクルライフを促進するため、東京都特別区中11区において、自転車シェアリング広域実験を行っている事業である。

## 概要

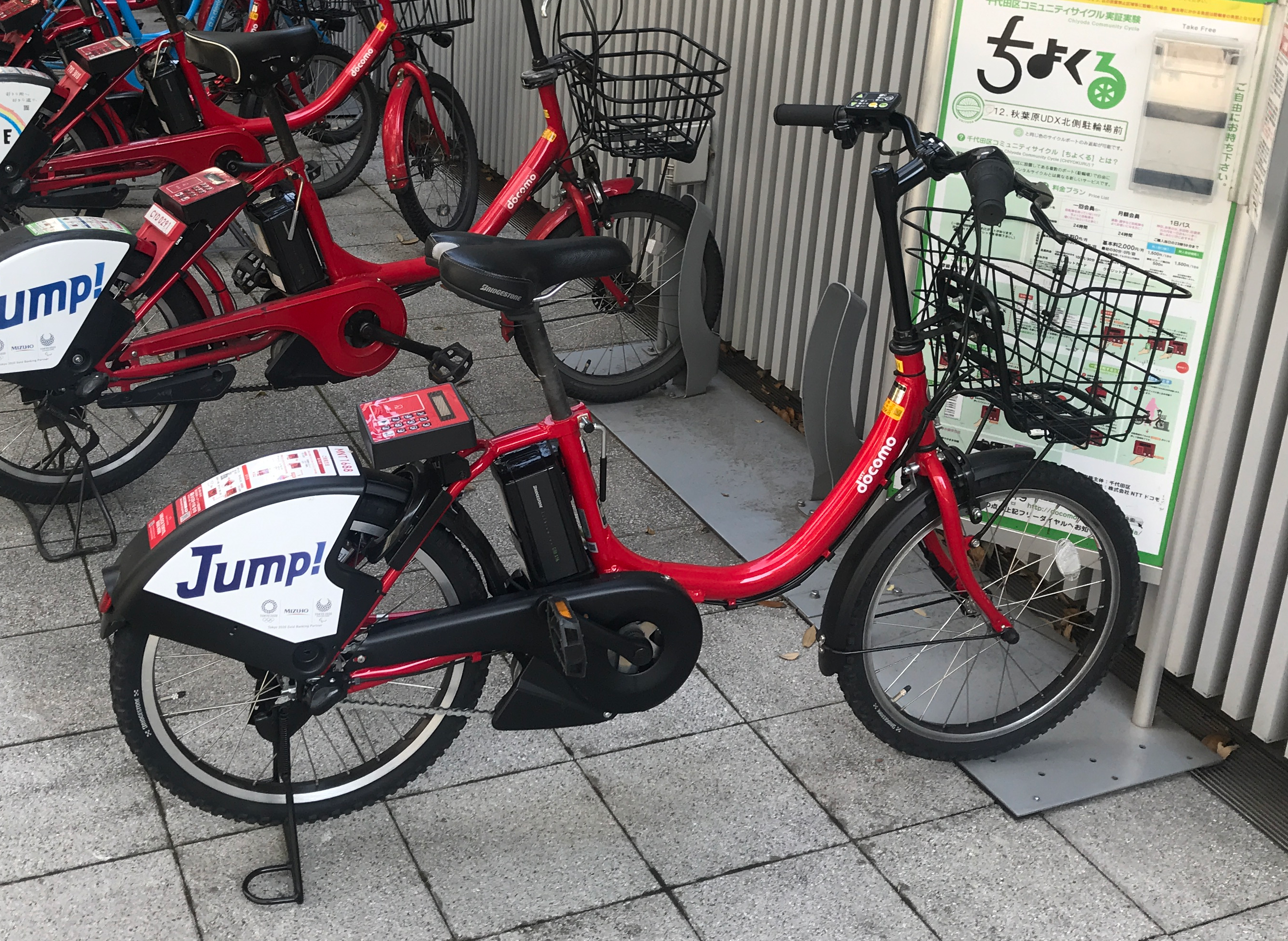
東京・自転車シェアリングで使用されるドコモ・バイクシェアの自転車（ちよくる）

東京都は2020年東京オリンピックに向けて環境先進都市としての施策をいくつか進めているが、その中の「CO2フリー水素の活用に向けた連携」の交通手段として自転車シェアリングを推進している。2018年11月時点では、千代田区、港区、新宿区、中央区、文京区、江東区、渋谷区、品川区、大田区で自転車シェアリングを展開し、区をまたがった利用を進めている。
実証実験にはNTTドコモが参画しており、ドコモ・バイクシェアのシステムを使用している。
2016年2月より、千代田区、中央区、港区、江東区の4区で広域実験が開始された。区を越えて相互利用できる広域実験は当初は4月30日までの予定であった。2016年2月時点での登録会員はおよそ4万人。
このような試みは2015年以前にも存在していたが、利用が区内に閉じており、区をまたがって行き来、返却が行えるようになったことで、NTTドコモの話では、2015年度の利用回数は約66万回から2016年度は約180万回に増加している。2016年12月以降、セブン-イレブン、ファミリーマート、ローソンの一部店舗にも貸し出し、返却が行えるサイクルポートが設置されている。
2017年8月時点では、自転車の購入費用、リース費用や駐輪場の賃料や保険料、自転車のメンテナンス料といったコストを抑えるという観点から、法人需要も増えている。また、観光需要も高まっている。

## 実施区域
- 千代田区 - 2016年2月∼
- 港区 - 2016年2月∼
- 中央区 - 2016年2月∼
- 江東区 - 2016年2月∼
- 新宿区 - 2016年10月∼
- 文京区 - 2017年1月∼
- 渋谷区 - 2017年10月∼
- 品川区 - 2018年4月∼
- 大田区 - 2018年4月∼
- 目黒区 - 2019年1月∼
- 中野区 - 2020年7月∼[6]

同じシステムを導入している練馬区は参加していないため、他区との相互乗り入れが不可。